# 정렴 선생 묘
정렴선생묘는 대한민국 경기도 양주시 산북동에 있다. 1986년 4월 15일 양주시의 향토유적 제4호로 지정되었다.